# أحمد عزب
أحمد عزب هو لاعب كرة سلة مصري. يلعب لنادي الزمالك المصري.

## المسيرة الإحترفية
يعتبر أحمد عزب من اللاعيبة المشاركة مع نادي الزمالك في كأس القارات لكرة السلة 2022. إنضم أحمد عزب لنادي الزمالك مع بداية عام 2022.